# Abaciscus
Abaciscus es un género de polillas de la familia Geometridae. Fue descrita por primera vez por el lepidopterólogo inglés Arthur Gardiner Butler en 1889 y se puede encontrar ampliamente distribuidas en Asia. 

## Especies
- Abaciscus atmala (Swinhoe, 1894)
- Abaciscus costimacula (Wileman, 1912)
- Abaciscus figlina Swinhoe
- Abaciscus intractabilis (Walker, 1864)
- Abaciscus kathmandensis Sato, 1993
- Abaciscus lutosus Holloway, 1993
- Abaciscus paucisignata (Warren, 1899)
- Abaciscus shaneae Holloway, 1993
- Abaciscus stellifera (Warren, 1896)
- Abaciscus tristis Butler, 1889